# Chapelle de la Nativité de la Vierge de Chardeneux
La chapelle de la Nativité de la Vierge est un édifice religieux catholique classé situé dans le village de Chardeneux faisant partie de la commune de Somme-Leuze en province de Namur (Belgique).

## Situation
L'édifice est situé sur une hauteur au nord du village condrusien de Chardeneux, à proximité de l'antique chaussée romaine menant de Metz à Tongres. Elle est entourée de son vieux cimetière.

## Historique
La chapelle de la Nativité de la Vierge a été érigée au cours de la première moitié du XIIe siècle dans le style roman. L'édifice est remanié en 1546 puis restauré en 1887 par l'architecte liégeois Edmond Jamar. 

## Description

### Chapelle
La chapelle d'une longueur d'environ 15 mètres comprend trois courtes nefs de trois travées, un chœur à abside semi-circulaire donnant à cet édifice une proportion inhabituelle entre la hauteur et la longueur. Elle est aussi flanquée d'une chapelle latérale au côté nord. Des bandes lombardes, typiques de l'art roman, ornent le chœur et la chapelle latérale. La toiture d’ardoises est caractérisée par la présence d’un clocheton carré avec abat-sons surmonté d’une haute flèche octogonale en ardoises avec croix et coq en girouette au sommet et orné à sa base de quatre pyramidions en ardoises. La porte d'entrée est accessible par un escalier d'une dizaine de marches. Les baies cintrées datent de la restauration de 1887. 

### Cimetière
Le vieux cimetière entourant la chapelle est ceint par trois murs longs d'une trentaine de mètres construits en pierre calcaire et en grès au nord, ouest et sud. Du côté est, le cimetière est délimité par l'arrière des façades des maisons voisines.  

## Classement
La chapelle de la Nativité de la Vierge de Chardeneux est classée depuis le 15 janvier 1936 et reprise sur la liste du patrimoine immobilier classé de Somme-Leuze.